# IEEE 802.3bz (2.5GBASE-T y 5GBASE-T)
IEEE 802.3bz, NBASE-T y MGBASE-T se refieren a esfuerzos para producir un estándar según el cual se consiguen velocidades de 2.5 Gbps y 5 Gbps sobre cableado de pares trenzados de cobre, es decir, cableado Ethernet. Con esta tecnología, se podrán usar velocidades intermedias entre las existentes en los estándares Gigabit Ethernet y 10 Gigabit Ethernet. Los estándares resultantes están nombrados 2.5GBASE-T y 5GBASE-T.

## IEEE 802.3bz
IEEE 802.3  "2.5G/5GBASE-T Task Force" empezó trabajar en los futuros estándares 2.5GBASE-T y 5GBASE-T en marzo de 2015.
El 23 de septiembre de 2016, el IEEE-SA aprobó el estándar IEEE Std 802.3bz-2016 en el que se definían 2.5GBASE-T y 5GBASE-T.
El Estándar de IEEE 802.3bz define las siguientes velocidades siempre que se cumplan las respectivas distancias y categorías de cableado:
- 2.5 Gbit/s, distancia máxima de 100m sobre cableado Cat 5e o superior.
- 5 Gbit/s, distancia máxima de 100m sobre cableado Cat 6 o superior.
- 5 Gbit/s, distancia máxima de 100m sobre cableado Cat 5e o superior (en algunos casos de uso definidos y con configuraciones de despliegue determinadas).

### Technology
La tecnología de la capa física de transmisión (PHY) de IEEE 802.3bz está basada en la del estándar 10GBASE-T, pero opera con una tasa de señalización más baja. Al reducir la tasa de señalización original a  1⁄4 o  1⁄2, la tasa de transferencia cae a 2.5 o 5 Gbit/s, respectivamente. El ancho de banda espectral de la señal está reducido proporcionalmente, requiriendo menores requisitos en el cableado, de modo que 2.5GBASE-T y 5GBASE-T puede ser desplegado en una longitud de cable de 100 m en cableado de pares trenzados de cobre sin apantallar Cat 5e y Cat 6, respectivamente.

### Power over Ethernet (PoE)
A diferencia del predecesor estándar 10GBASE-T, la mayoría de los fabricantes de equipamiento han comenzado a implementar PoE (802.3af o 802.3at) en las interfaces de tipo NBASE-T de sus switches. El objetivo de esta implementación es aprovechar el ancho de banda que soportan los nuevos y futuros puntos de acceso inalámbrico (802.11ac / 802.11ax), los cuales superan las capacidades de velocidad de las interfaces 1000BASE-T con PoE. Normalmente las interfaces 10GBASE-T se usan en switches para servidores, por lo que no implementan PoE.

### Comparación de tecnologías Ethernet basadas en par trenzado de cobre
| Estándar   | Velocidad de transferencia[lower-alpha 1] | Canales por dirección[lower-alpha 2] | Bits por hertzio por canal[lower-alpha 3] | Ancho de banda espectral[lower-alpha 4] | Cable req. 100 m[lower-alpha 5] | Cable spec 100 m |
| ---------- | ----------------------------------------- | ------------------------------------ | ----------------------------------------- | --------------------------------------- | ------------------------------- | ---------------- |
| 10BASE-T   | 10 Mbit/s                                 | 1                                    | 1                                         | 10 MHz                                  | Cat 3                           | 16 MHz           |
| 100BASE-TX | 100 Mbit/s                                | 1                                    | 3.2                                       | 31.25 MHz                               | Cat 5                           | 100 MHz          |
| 1000BASE-T | 1000 Mbit/s                               | 4                                    | 4                                         | 62.5 MHz                                | Cat 5e                          | 100 MHz          |
| 2.5GBASE-T | 2500 Mbit/s                               | 4                                    | 6.25                                      | 100 MHz                                 | Cat 5e                          | 100 MHz          |
| 5GBASE-T   | 5000 Mbit/s                               | 4                                    | 6.25                                      | 200 MHz                                 | Cat 6                           | 250 MHz          |
| 10GBASE-T  | 10000 Mbit/s                              | 4                                    | 6.25                                      | 400 MHz                                 | Cat 6A                          | 500 MHz          |
| 25GBASE-T  | 25000 Mbit/s                              | 4                                    | 6.25                                      | 1000 MHz                                | Cat 8 (30 m)                    | 1600/2000 MHz    |
| 40GBASE-T  | 40000 Mbit/s                              | 4                                    | 6.25                                      | 1600 MHz                                | Cat 8 (30 m)                    | 1600/2000 MHz    |

1. ↑  «IEEE P802.3bz 2.5G/5GBASE-T Task Force». IEEE Standards Association.
2. ↑  «New IEEE P802.3bz™ Project Achieves Significant Milestone Towards Enabling Higher Speeds Over Installed Base of Twisted Pair Cabling». IEEE Standards Association. Archivado desde el original el 8 de julio de 2017. Consultado el 16 de diciembre de 2016.
3. ↑  «IEEE’s 802.3BZ Task Force Mediates MGBASE-T and NBASE-T Alliances». Planetech USA. Archivado desde el original el 26 de agosto de 2018. Consultado el 7 de abril de 2018.
4. ↑  «IEEE 802.3bz Project PAR». IEEE 802.3bz Task Force. Consultado el 22 de septiembre de 2015.
5. ↑  «[802.3_NGBASET] FW: Approval of IEEE Std 802.3bz 2.5GBASE-T and 5GBASE-T». IEEE P802.3bz Task Force. Consultado el 24 de septiembre de 2016.
6. ↑  «Next Generation Enterprise Access BASE-T PHY Objectives». IEEE P802.3bz 2.5G/5GBASE-T Task Force.
7. ↑  «Cisco Live BRKCRS-3900, slide 41, time 57:40». Archivado desde el original el 3 de marzo de 2016.
8. ↑  «Technology». NBASE-T. NBASE-T Alliance. 2015. Consultado el 18 de octubre de 2015.
9. ↑  «Cisco NBaseT switches».
10. ↑  Transfer speed = channels × bits per hertz × spectral bandwidth
11. ↑  On 10BASE-T and 100BASE-TX one twisted pair of the cabling is used for transmission and another for reception, leaving two unused pairs. Highers speeds use all four pairs simultaneously for transmission (TX) and reception (RX).
12. ↑  Effective bits per hertz after loss to encoding overhead.
13. ↑  The spectral bandwidth is the maximum rate at which the signal will complete one hertz cycle. It is typical half the symbol rate, because one can send a symbol both at the positive and negative peak of the cycle. Exceptions are 10BASE-T where it is equal because it uses Manchester code, and 100BASE-TX where it is one quarter because it uses MLT-3 encoding.
14. ↑  At shorter cable length, it is possible to use cables of a lower grade than that is required for 100 m. For example it is possible to use 10GBASE-T on a Cat 6 cable of 55 m or less. Likewise 5GBASE-T is expected to work with Cat 5e in most use cases.

## NBASE-T
El NBASE-T Alliance se fundó en 2014 por las siguientes empresas: Aquantia Corporation, Cisco Systems, Freescale Semiconductor and Xilinx. En la actualidad lo forman más de 45 compañías, y persiguen el objetivo se hacer sus especificaciones y productos compatibles con el estándar IEEE 802.3bz.